# Buxtehuder Modell
Das Buxtehuder Modell war ein Schulversuch zur Einführung der reformierten Oberstufe, der von 1966 bis 1976 an der Halepaghen-Schule Buxtehude durchgeführt wurde. Das Modell wurde auch unter der Bezeichnung „Formierte Prima“ bundesweit bekannt. 1969 wurde das Buxtehuder Modell vom niedersächsischen Kultusministerium als Schulversuch anerkannt, was ein Abweichen von geltendem Schulrecht ermöglichte. Es wurde von der Arbeitsgruppe für Unterrichtsforschung des Pädagogischen Seminars der Universität Göttingen wissenschaftlich begleitet.
Das Buxtehuder Modell gilt als erfolgreichster Reformansatz der 1960er Jahre. Von ihm gingen zahlreiche Impulse für die ab 1972 von der Kultusministerkonferenz verabschiedete Oberstufenreform aus.

## Inhalt
Die Grundlagen für das Buxtehuder Modell erarbeitete der Nenndorfer Arbeitskreis, ein Zusammenschluss interessierter Pädagogen, Ministerialbeamter und Schüler in Übereinstimmung mit den damals aktuellen Reformvorstellungen des Deutschen Bildungsrates. Mitglied der Arbeitsgruppe war Johannes Güthling, von 1954 bis 1969 Oberstudiendirektor und Initiator des Buxtehuder Modells an der Buxtehuder Halepaghen-Schule.
Ab 1966 wurde das Reformkonzept umgesetzt und stieß im In- und Ausland auf großes Interesse bei Ministerialbehörden, Pädagogischen Hochschulen und anderen Einrichtungen für die Ausbildung von Studienräten, den Medien und in der Wissenschaft, etwa bei Felix von Cube, Karl-Heinz Flechsig, Hartmut von Hentig oder Bernhard Sutor. Am 6. März 1968 hielt Rudi Dutschke eine programmatische Rede in der Aula der Halepaghenschule.
Rechtlich ermöglicht wurde das Buxtehuder Modell durch § 22 Abs. 3 des damaligen niedersächsischen Schulverwaltungsgesetzes, wonach die verantwortliche Mitwirkung der Schüler an Leben und Arbeit der Schule allgemein zu entwickeln sei. Über die damals bestehende Schülermitverwaltung hinaus, die sich noch nicht auf die Mitwirkung in den innerschulischen Entscheidungsgremien erstreckte, setzte das Modell zur "Demokratisierung der Schule" in zwei Bereichen an.

### Unterrichtsform
Die Klassenverbände in den Klassenstufen 12 und 13 wurden aufgelöst. Für die oberen beiden Klassen gab es damit auch keinen Klassenlehrer mehr. Jeder Schüler wählte selbstbestimmt die Studiengruppen, die er besuchen wollte und einen Vertrauenslehrer (Tutor), der die Aufgaben des Klassenlehrers übernahm. Der Unterrichtsstoff wurde nicht mehr allein im Frontalunterricht durch Lehrkräfte vermittelt, sondern war Gegenstand von Gruppenarbeit der Schüler. Diese Arbeitsgruppen setzten sich aus Schülern beider Jahrgangsstufen zusammen. Ziel dieser auf Eigenverantwortung der Schüler beruhenden Arbeitsweise war nicht zuletzt die Leistungssteigerung und eine "verfeinerte Auslese" im Hinblick auf die sich an das Abitur anschließende wissenschaftliche Ausbildung an den Universitäten im Sinne eines Propädeutikums, so Güthling.

### Schulverfassung
Ergänzt wurde dieses Konzept durch die Einführung von paritätisch besetzten Gremien anstelle der "Pseudomitbestimmung" nach der damals geltenden SMV-Ordnung. Dort sollten die Interessen und Meinungen der vertretenen Gruppen (Schüler, Eltern und Lehrer) offen diskutiert und "manchmal sehr hart" ausgetragen werden.
Nach dem "Gruppensprecherkonvent" mit rein beratender Funktion wurde im Schuljahr 1968/69 der Gemeinsame Ausschuss (GA) gebildet. Der GA bestand aus je sechs Lehrer-, Schüler- und Elternvertretern, die regelmäßig gewählt wurden. Analog zur Gesamtkonferenz der Lehrer wurde die Vollversammlung der Primaner gegründet. Der GA tagte schulöffentlich und entschied mit 2/3-Mehrheit. Die meisten Aufgaben der Gesamtkonferenz wurden an den GA delegiert, nicht jedoch Fragen der Leistungsbewertung und Personalangelegenheiten. Diese blieben der Gesamtkonferenz vorbehalten.

## Kritik
Mochten ohnehin leistungsstarke Schüler von der Wahlfreiheit profitieren, waren leistungsschwächere damit nicht selten überfordert. Auf Schüler- wie auf Lehrerseite zeigten sich Tendenzen, mit möglichst wenig Aufwand möglichst gute Noten zu erreichen. Auch gelang keine echte Objektivierung der Leistungsbewertung. Die abrupte Auflösung des Klassenverbands in der 12. Jahrgangsstufe wirkte sich als Auflösung sozialer Beziehungen aus. Auch stieg die Anzahl der Schulschwänzer durch den Wegfall des elterlichen Entschuldigungszwangs. Der Mitwirkungswille in Vollversammlung und GA ließ bei vielen Schülern nach. Die antiautoritäre Schülerbewegung AUSS, mit Hilfe des SDS gegründet, sah in dem Buxtehuder Modell eine unglaubwürdige antiautoritäre Enklave in einer unverändert autoritären Gesellschaft, die das "Entstehen eines rational-kritischen Bewußtseins" nicht erlaube.

## Weiterführung
Nachdem Johannes Güthling im Jahr 1969 pensioniert worden war, wurde das Buxtehuder Modell erst durch seinen Nachfolger Ulrich Uffrecht, Sohn des Reformpädagogen Bernhard Uffrecht, im Schulalltag etabliert. Am 22. März 1976 gab sich der GA eine Satzung, die die Bezirksregierung Lüneburg im November 1976 genehmigte. Im selben Jahr wurde das Buxtehuder Modell durch die Übernahme der neugestalteten gymnasialen Oberstufe im Sinne der Vereinbarung der Kultusministerkonferenz vom 7. Juli 1972 abgelöst. 1980 wurde das Niedersächsische Schulgesetz neu gefasst. Das Gesetz sah keine Schulverfassungsversuche mehr vor. Es gab eine zweijährige Übergangsfrist für die Aufhebung bestehender Schulverfassungsversuche. Der GA der Halepaghen-Schule Buxtehude war davon betroffen. 1982 wurde der Schulverfassungsversuch der Halepaghen-Schule aufgehoben. Der GA wurde als Hauptausschuss fortgeführt (seit 2007 neben dem Schulvorstand).
Im 21. Jahrhundert mit der Globalisierung grundlegend veränderte politische und wirtschaftliche Rahmenbedingungen bewirken inzwischen eine Abkehr von allzu großer Wahlfreiheit für die Schüler hin zu einer Betonung der Fächer Mathematik, Informatik, Naturwissenschaft und Technik (MINT).